# Aeroportul Buol
Aeroportul Buol (IATA: UDL, ICAO: WAMQ) este un aeroport din Sulawesi Tengah⁠(d), Indonezia ce deservește zona Buol⁠(d). A fost numit după zona deservită.
Situat la o altitudine de 15 m, aeroportul dispune de o singură pistă.